# Коденець (річка)
Коденець — річка стариця в Україні, у Охтирському районі Сумської області. Права притока Ворскли (басейн Дніпра).

## Опис
Довжина річки приблизно 1,8 км.

## Розташування
Витікає з річки Ворскли на північно-західній стороні від Пилівки. Спочатку тече на північний захід, потім на південний захід і впадає у річку Ворсклу, ліву притоку Дніпра.